# Nordische Tischtennismeisterschaft 1949
Die Nordische Tischtennismeisterschaft 1949 war die erste Austragung des von der North European Table Tennis Union (NETU) ausgerichteten Wettbewerbs, die am 19. und 20. November 1949 in der dänischen Hauptstadt Kopenhagen ausgetragen wurde.

## Medaillengewinner
| Disziplin    | Gold                                                            | Silber                                        | Bronze                                             |
| ------------ | --------------------------------------------------------------- | --------------------------------------------- | -------------------------------------------------- |
| Herreneinzel | Tage Flisberg                                                   | Bengt Johnsson                                | Sven Cederholm Knud Runchel                        |
| Dameneinzel  | Iris Persson                                                    | Eina Ericson                                  | Delice Bergholm Doris Lindblad                     |
| Herrendoppel | Sven Cederholm Tage Flisberg                                    | Bengt Johnsson Tor Jonsson                    | —                                                  |
| Damendoppel  | Eina Ericson Iris Persson                                       | Delice Bergholm Doris Lindblad                | —                                                  |
| Mixed        | Sven Cederholm Iris Persson                                     | Tage Flisberg Eina Ericson                    | —                                                  |
| Herrenteam   | SchwedenSven Cederholm Tage Flisberg Bengt Johnsson Tor Jonsson | DänemarkFritz Otte Knud Runchel Leif Skovgård | FinnlandAri Huttunen Berndt Kajetski Leif Malmborg |
| Damenteam    | SchwedenEina Ericson Iris Persson                               | FinnlandDelice Bergholm Doris Lindblad        | DänemarkEvy Danielsen Gerda Münster                |

## Erfolgreichste Teilnehmer
| Platz | Teilnehmer     | Gold | Silber | Bronze | Gesamt |
| ----- | -------------- | ---- | ------ | ------ | ------ |
| 1.    | Iris Persson   | 4    | 0      | 0      | 4      |
| 2.    | Tage Flisberg  | 3    | 1      | 0      | 4      |
| 3.    | Sven Cederholm | 3    | 0      | 1      | 4      |
| 4.    | Eina Ericson   | 2    | 2      | 0      | 4      |
| 5.    | Bengt Johnsson | 1    | 2      | 0      | 3      |
| 6.    | Tor Jonsson    | 1    | 1      | 0      | 2      |

## Medaillenspiegel
| Platz | Land     | Gold | Silber | Bronze | Gesamt |
| ----- | -------- | ---- | ------ | ------ | ------ |
| 1.    | Schweden | 7    | 4      | 1      | 12     |
| 2.    | Finnland | 0    | 2      | 3      | 5      |
| 3.    | Dänemark | 0    | 1      | 2      | 3      |
| 4.    | Norwegen | 0    | 0      | 0      | 0      |